# Kyan Anderson
Kyan Anderson (Fort Worth, Texas, 25 de febrero de 1992) es un jugador de baloncesto estadounidense que pertenece a la plantilla del Ankara DSİ de la TBL, la segunda división turca. Mide 1,80 metros de altura y ocupa la posición de Base.

## Trayectoria deportiva

### Universidad
Jugó en el North Crowley High School en Fort Worth, Texas. Ha estado jugando en los TCU Horned Frogs de Texas durante las últimas cuatro temporadas con un promedio total de 12.6 puntos 1.8 rebotes y 3.7 asistencias.

### Profesional
En el verano de 2015 firma con el Crelan Okapi Aalstar belga.
En la temporada 2021-22, firma por el Gießen 46ers de la Basketball Bundesliga.